# Eupithecia fuliginata
Eupithecia fuliginata là một loài bướm đêm trong họ Geometridae.